# 三菱樹脂事件
三菱樹脂事件（みつびしじゅしじけん）とは、日本国憲法における基本的人権に関する規定は私人相互の間にも適用されるのか否か、ということ（いわゆる「憲法の私人間効力」）が争われた代表的な民事訴訟事件の名称である。マスコミなどからは「三菱樹脂採用拒否事件」などと呼ばれる場合もある。

## 事件のあらまし

### 訴訟に至った経緯
1963年（昭和38年）3月に、東北大学法学部を卒業した原告・高野達男は、三菱樹脂株式会社に、将来の管理職候補として、3ヶ月の試用期間の後に雇用契約を解除することができる権利を留保するという条件の下で採用されることとなった。ところが、高野が大学在学中に学生運動に参加したかどうかを採用試験の際に尋ねられ、当時これを否定したものの、その後の三菱樹脂側の調査で、高野がいわゆる60年安保闘争に参加していた、という事実が発覚し、「本件雇用契約は詐欺によるもの」として、試用期間満了に際し、高野の本採用を拒否した。これに対し、高野が雇用契約上の地位を保全する仮処分決定（東京地裁昭和39年4月27日決定）を得た上で、「三菱樹脂による本採用の拒否は被用者の思想・信条の自由を侵害するもの」として、雇用契約上の地位を確認する訴えを東京地方裁判所に起こした。

### 訴訟の争点および過程
一審の東京地方裁判所（1967年〈昭和42年〉7月17日判決）は高野の訴えを認めた。二審の東京高等裁判所（1968年〈昭和43年〉6月12日判決）では「通常の商事会社においては、新聞社、学校等特殊の政治思想的環境にあるものと異なり、特定の政治的思想・信条を有する者を雇用することが、その思想、信条ゆえに直ちに、事業の遂行の支障をきたすとは考えられず、応募者にその政治的思想・信条に関係のある事項を申告させる事は許されない」として高野の訴えを認めた。そのため、三菱樹脂は最高裁判所に上告を行った（昭和43年（オ）第932号労働契約関係存在確認請求事件）。
高野の主張する、雇用契約における「思想・信条の自由」（憲法第19条・第14条。なお、労働基準法第3条も参照）と、三菱樹脂の主張する「企業の経済活動ないし営業の自由」（憲法第22条・第29条）という2つの人権が真っ向から対立する形であり、しかも、原則的には「国家」対「私人」における関係について適用されることが予定されているのが憲法の人権規定であるため、このような人権規定が私人相互間における法的紛争においてどのように適用されるか、ということを最高裁判所が判示するリーディング・ケースとして注目された。
1973年（昭和48年）12月12日、最高裁判所は、大法廷において、「憲法の規定は、同法第三章のその他の自由権的基本権の保障規定と同じく、国または公共団体の統治行動に対して個人の基本的な自由と平等を保障する目的に出たもので、もっぱら国または公共団体と個人との関係を規律するものであり、私人相互の関係を直接規律することを予定するものではない。」とし、いわゆる「間接適用説」を採用することを明確に示した。そして同説に基づき「私的支配関係においては、個人の基本的な自由や平等に対する具体的な侵害またはそのおそれがあり、その態様、程度が社会的に許容しうる限度を超えるときは、これに対する立法措置によつてその是正を図ることが可能であるし、また、場合によっては、私的自治に対する一般的制限規定である民法1条、90条や不法行為に関する諸規定等の適切な運用によって、一面で私的自治の原則を尊重しながら、他面で社会的許容性の限度を超える侵害に対し基本的な自由や平等の利益を保護し、その間の適切な調整を図る方途も存するのである。そしてこの場合、個人の基本的な自由や平等を極めて重要な法益として尊重すべきことは当然であるが、これを絶対視することも許されず、統治行動の場合と同一の基準や観念によってこれを律することができないことは、論をまたないところである。」として、民法をはじめとする私法規定の解釈によるべきであると示した。
そのうえで、本判決では「労働基準法3条は労働者の信条によつて賃金その他の労働条件につき差別することを禁じているが、これは、雇入れ後における労働条件についての制限であって、雇入れそのものを制約する規定ではない。また、思想、信条を理由とする雇入れの拒否を直ちに民法上の不法行為とすることができない」と示して、高裁判決を覆して本件思想、信条の調査結果ゆえに雇入れを拒否しても「違法とすることができない」とした。また、これまで明らかでなかった試用期間の法的性質について「解約権留保付の雇用契約」とし、「留保解約権に基づく解雇は、これを通常の解雇と全く同一に論ずることはできず、前者については、後者の場合よりも広い範囲における解雇の自由が認められてしかるべきものといわなければならない。」とした（なお、通常の解雇については、「特定の信条を有することを解雇の理由として定めることも、右にいう労働条件に関する差別取扱として、右規定に違反するものと解される。」）。
最終的には、「留保解約権の行使は、上述した解約権留保の趣旨、目的に照らして、客観的に合理的な理由が存し社会通念上相当として是認されうる場合にのみ許されるものと解するのが相当である。」として、高裁判決ではこの点について審理が十分に尽くされていない（具体的には、「団体加入や学生運動参加の事実の秘匿等」について「客観的に合理的な理由となるかどうか」という点等）として、高裁の判決を破棄し、審理を東京高等裁判所に差し戻す判決を下した。

### 和解および後日談
その後、1976年（昭和51年）3月11日、差戻し審である東京高裁においてこの事件は訴訟上の和解という形で決着を見ることとなったが、裁判を終えた後の会見において、高野が未だ30代半ば頃であるにもかかわらず、1963年（昭和38年）以来、実に13年の長きにわたり大企業を相手に争った疲れからか、頭髪の色がすでに白くなっていた。高野はその後復職し、三菱樹脂の100 %子会社であるメンテナンス会社「ヒシテック」の社長という地位にまで出世したが、2005年（平成17年）8月22日、脳梗塞のため65歳で死亡した。

## 関連書籍
- 田中二郎、佐藤功、野村二郎『戦後政治裁判史録 4』第一法規出版、1980年。ISBN 9784474121140。
- 高野不当解雇撤回対策委『石流れ木の葉沈む日々に』旬報社、1977年。ISBN 9784845120178。